# Nerano

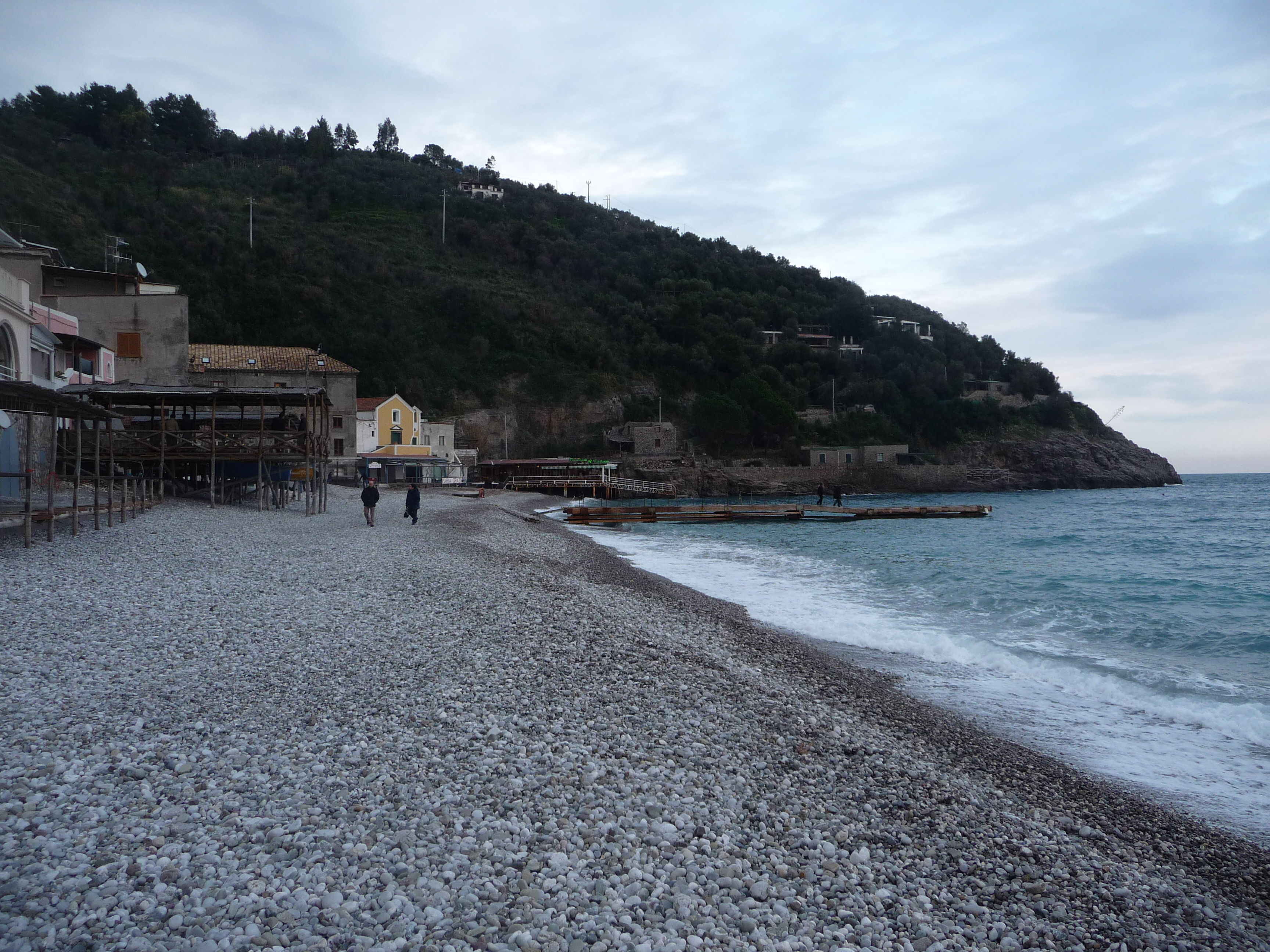
La spiaggia di Marina del Cantone a Nerano

Nerano è una frazione del comune di Massa Lubrense, nella città metropolitana di Napoli.

## Geografia fisica
Il borgo di Nerano sorge nella zona sud del comune di Massa Lubrense, più precisamente nella penisola sorrentina, tra la baia di Ieranto e la frazione di Torca. La spiaggia di Nerano si affaccia sulla baia di Marina del Cantone e ricade nell'area naturale marina protetta Punta Campanella, caratterizzata da ciottoli, e da un mare cristallino.

## Storia
Il toponimo di genesi incerta trae le sue origini da Tiberio Nerone o da un tempio dedicato alle Nereidi. Il sito fu il luogo prescelto dalla flotta comandata dall'ammiraglio ottomano Piyale Paşa per un'incursione che vide lo sbarco di due mila turchi. Nel 1567 Bernardino Turbolo fece edificare in sua difesa una torre costiera. Nel 1963 la frazione subì notevoli danni a seguito di una frana.

## Monumenti e luoghi d'interesse
A Nerano è presente l'antica chiesa del Santissimo Salvatore, già citata nel XV secolo ed elevata a parrocchia nel 1613 ha ricevuto diversi ampliamenti in epoche successive, appartenente all'Arcidiocesi di Sorrento-Castellammare di Stabia.
A Marina del Cantone fu edificata nel 1646 la Cappella di Sant'Antonio dove gli ornamenti ed i motivi del pavimento testimoniano l’antica tonnara di Nerano.

## Società

### Turismo
Secondo l'agenzia di viaggi inglese CV Villas, la spiaggia di Nerano è al 14º posto tra le spiagge più azzurre al mondo.

### Cucina
Tra i prodotti tipici, vi sono gli spaghetti alla Nerano, inventati nel 1952 in un ristorante del luogo, diventati ben presto un classico della cucina campana.